# NGC 5960
NGC 5960 este o radiogalaxie situată în constelația Șarpele. A fost descoperită în 12 aprilie 1864 de către Albert Marth.